# 威光院 (台東区)
威光院（いこういん）は、東京都台東区にある真言宗智山派の寺院。

## 歴史
室町時代後期、太田道灌の開基である。智山派総本山の智積院の末寺であり、江戸城を鎮守する寺として創建された。その後、八丁堀に移転した後、現在地に移転した。
2012年（平成24年）、現代建築の本堂や客殿が新築された。当院によれば、本堂の中は読誦するお経がよく響くとのことである。

## 交通アクセス
- 田原町駅より徒歩3分。